# Joshua Oppenheimer
Pour les articles homonymes, voir Oppenheimer.
Joshua Oppenheimer, né le 23 septembre 1974 à Austin (Texas), est un écrivain et réalisateur américano-britannique, auteur de documentaires engagés.

## Filmographie
- 1995 : Hugh
- 1998 : The Entire History of the Louisiana Purchase
- 2003 : The Globalisation Tapes
- 2012 : The Act of Killing
- 2014 : The Look of Silence
- 2024 : The End

## Publications
- Acting on Aids, Serpent's Tail, 1997 (ISBN 978-1-85242-553-1)
- (en) Killer Images : Documentary Film, Memory, and the Performance of Violence, Londres, Wallflower Press, 2013, 240 p. (ISBN 978-0-231-16335-4)